# Nowostawskie Działki
Nowostawskie Działki (do 1922 Gosudarew-Dar) – część wsi Nowostawy Dolne w Polsce, położona w województwie łódzkim, w powiecie brzezińskim, w gminie Dmosin.
W latach 1975–1998 miejscowość administracyjnie należała do województwa skierniewickiego.